# Shenandoah (Virgínia)
Shenandoah és una població dels Estats Units a l'estat de Virgínia. Segons el cens del 2000 tenia 1.878 habitants.

## Demografia
Segons el cens del 2000, Shenandoah tenia 1.878 habitants, 764 habitatges, i 541 famílies. La densitat de població era de 549,3 habitants per km².
Dels 764 habitatges en un 30% hi vivien nens de menys de 18 anys, en un 51,8% hi vivien parelles casades, en un 14% dones solteres, i en un 29,1% no eren unitats familiars. En el 24,5% dels habitatges hi vivien persones soles el 12,3% de les quals corresponia a persones de 65 anys o més que vivien soles. El nombre mitjà de persones vivint en cada habitatge era de 2,46 i el nombre mitjà de persones que vivien en cada família era de 2,87.
Per edats la població es repartia de la següent manera: un 24,2% tenia menys de 18 anys, un 7,8% entre 18 i 24, un 29,7% entre 25 i 44, un 22,7% de 45 a 60 i un 15,6% 65 anys o més.
L'edat mediana era de 38 anys. Per cada 100 dones de 18 o més anys hi havia 83,4 homes.
La renda mediana per habitatge era de 33.929 $ i la renda mediana per família de 37.896 $. Els homes tenien una renda mediana de 26.105 $ mentre que les dones 20.833 $. La renda per capita de la població era de 16.030 $. Entorn del 9% de les famílies i el 12,1% de la població estaven per davall del llindar de pobresa.

## Poblacions més properes
El següent diagrama mostra les poblacions més properes.